# Cyclotorna diplocentra
Cyclotorna diplocentra is een vlinder uit de familie van de Cyclotornidae. De wetenschappelijke naam van de soort is voor het eerst geldig gepubliceerd in 1913 door Turner.